# Obaga de Castilló
L'Obaga de Castilló és una obaga del terme municipal de Conca de Dalt, dins de l'antic terme de Claverol, al Pallars Jussà. Es troba en territori de l'antic enclavament dels Masos de Baiarri.
Està situada a la part nord-est de l'enclavament, a l'esquerra de la Llau Fonda, al nord-est de la Roqueta i del Pas de Castilló, al nord-est de l'antic nucli dels Masos de Baiarri i a la dreta del barranc de les Llaus.